# Vidra (Vrancea)
Vidra è un comune della Romania di 7 568 abitanti, ubicato nel distretto di Vrancea, nella regione storica della Moldavia. 
Il comune è formato dall'unione di 9 villaggi: Burca, Irești, Ruget, Scafari, Șerbești, Tichiriș, Vidra, Viișoara, Voloșcani.